# José Luis Aquino
Jose Luis Aquino (Oaxaca, 1974 - San Pablo Etla, 6 december 2007) was een Mexicaans trompettist.
Aquino speelde sinds 1993 in de band Los Conde uit Puerto Escondido. Op 6 december 2007 werd zijn lichaam gekneveld en half begraven aangetroffen. Aquino was de derde musicus in Mexico in een week tijd die is vermoord, Zayda Peña en Sergio Gómez gingen hem voor.